# هوامینگلو
هوامینگلو (به لاتین: Huaminglou) یک شهرک در جمهوری خلق چین است که در Ningxiang City واقع شده‌است. هوامینگلو ۱۱۲٫۴ کیلومتر مربع مساحت و ۵۱٬۰۰۰ نفر جمعیت دارد.